# 조 주니어
조 주니어(Joe Junior, 본명은 Jose Maria Rodrigues, Jr.(조즈 마리아 로드리게스 주니어), 중문명(中文名)은 羅利期(뤄리지, 나이기), 1947년 7월 22일 ~ )는 영국 국적자 신분의 포르투갈계 영국인 남성으로 중화인민공화국 마카오 특별행정구에서 출생한 중화인민공화국 홍콩 특별행정구의 가수, 작사가, 영화배우, 텔레비전 연기자이다.

## 생애

### 일생
그는 영국 시민권자 신분의 포르투갈계 영국인으로 부계는 포르투갈계이며 모계는 중국계로 혼혈인이다. 그의 친가 직계 조상이 거주했던 실질상 원적지는 마카오이며 그의 직계 외가 친척이 사실상 거주했던 본적지는 홍콩이다.
포르투갈령 마카오에서 출생하여 지난날 한때 중화인민공화국 광둥성 광저우와 영국 런던을 거쳐 포르투갈 리스본에서 잠시 유아기를 보낸 적이 있는 그는 1965년 영국령 홍콩에서 가수 첫 데뷔하였고 1976년 홍콩 영화 《반근팔량(半斤八兩)》으로 영화배우 데뷔하였으며 이듬해 1978년에 뮤지컬 배우 데뷔하기도 한 그는 이후 1997년부터 텔레비전 드라마에도 출연하기 시작하였다.